# Apomatus similis
Apomatus similis är en ringmaskart som beskrevs av Marion och Bobretzky 1875. I den svenska databasen Dyntaxa används istället namnet Protula similis. Enligt Catalogue of Life ingår Apomatus similis i släktet Apomatus och familjen Serpulidae, men enligt Dyntaxa är tillhörigheten istället släktet Protula och familjen Serpulidae. Arten har ej påträffats i Sverige. Inga underarter finns listade i Catalogue of Life.